# En Årstid i Helvede
En Årstid i Helvede (originaltitel Une Saison en Enfer) er et digt skrevet i 1873 af den franske forfatter Arthur Rimbaud.
Værket, som er den eneste bog udgivet af Rimbaud selv, er frembragt på en bondegård i Roché, Ardennerne i perioden april-august 1873. Senere fik bogen en betydelig indflydelse på senere kunstnere og poeter, fx surrealisterne.
Robert Jacobsen udførte i 1992 10 litografier og 10 håndkolorerede serigrafier i kobberstik til illustration af digtet.
| Bog | Spire Denne artikel om bøger og tidsskrifter er en spire som bør udbygges. Du er velkommen til at hjælpe Wikipedia ved at udvide den. |